# 布雷索訥河
46°38′56″N 6°47′23″E / 46.648778°N 6.789827°E
布雷索訥河是瑞士的河流，位於該國西部，流經沃州，屬於卡魯日河的左支流，河道全長15.9公里，流域面積32.3平方公里，河口處在厄堡東南面。